# Dalstroi

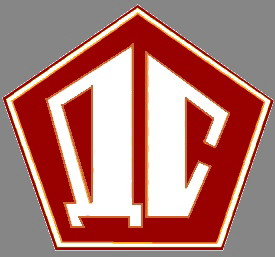
Dalstroi-Logo seit 1934

Dalstroi (russisch Дальстро́й, dalstrɔj) war der Name eines sowjetischen Staatsunternehmens sowie eines Lager-Industrie-Komplexes im Nordosten Sibiriens in der Kolyma-Region, in Jakutien, auf der Tschuktschen-Halbinsel und der Halbinsel Kamtschatka. Gemessen an der Häftlingszahl zählte der Lagerkomplex von Dalstroi neben denen von Norilsk und Workuta zu den drei größten der Sowjetunion. Hinsichtlich des Territoriums, das vom Dalstroi-Imperium beherrscht wurde, war dieser Gulag-Komplex der Größte im ganzen Lande (siehe Karte). Das Akronym Dalstroi stand ursprünglich für die „Bauhauptverwaltung des Fernen Ostens“ (Fernost), ab 1938 für die des Fernen Nordens (russ. Главное Управление строительства Дальнего Севера, transkribiert Glawnoje Uprawlenije stroitelstwa Dalnewo Sewera – Abk. GUSDS).
Gegründet wurde Dalstroi als staatlicher Bautrust für Straßen- und Industriebau am Oberlauf der Kolyma mit Beschluss Nr. 516 des Rates für Arbeit und Verteidigung der UdSSR vom 13. November 1931. Für die Zuführung von Arbeitskräften (Häftlingen) für die Projekte von Dalstroi war die Hauptverwaltung der Lager (GULag) der OGPU, später des NKWD zuständig. 1938 wurde Dalstroi per Erlass Nr. 260 vom 4. März des Rates der Volkskommissare dem NKWD der UdSSR direkt unterstellt und in „Bauhauptverwaltung für den Fernen Norden“ umbenannt. Wegen der Umbenennung werden in der Literatur die beiden Bezeichnungen für die Bauhauptverwaltung des Fernen Ostens bzw. Fernen Nordens häufig synonym verwendet. Der Name für das Unternehmen „Dalstroi“ wurde beibehalten. Dessen Hauptsitz und die zentrale Verwaltung der Lager von Dalstroi (Bauhauptverwaltung) befanden sich in der Hafenstadt Magadan am Ochotskischen Meer. 1957 wurde das Staatsunternehmen liquidiert.

## Geschichte

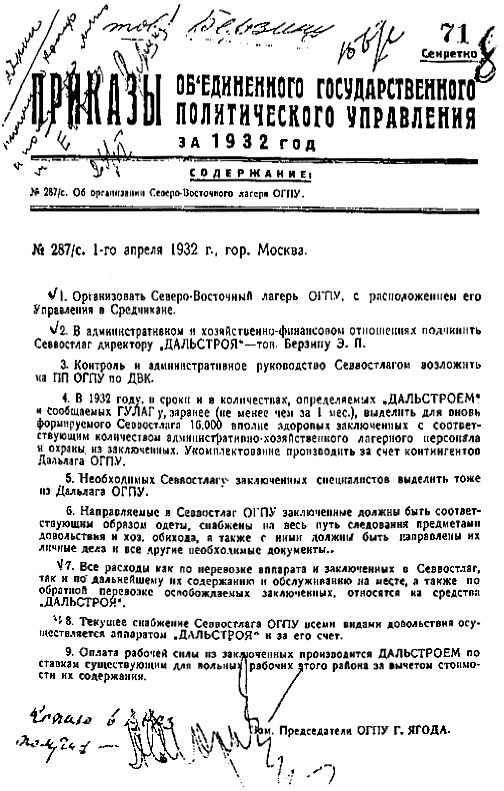
OGPU-Befehl Nr. 287/s zur Gründung des SewWostLag vom 1. April 1932

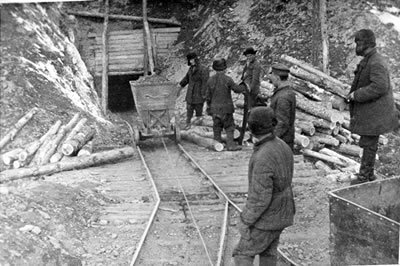
Goldmine an der Kolyma (1934)

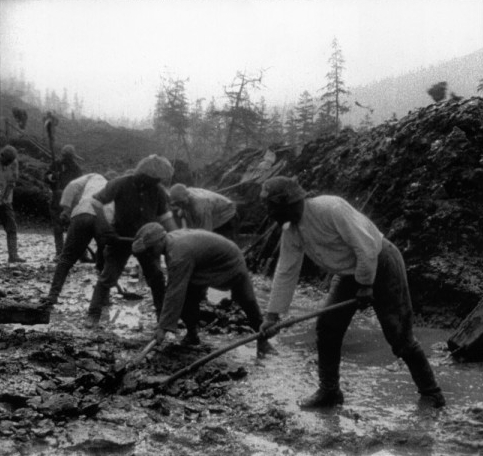
Dalstroi-Arbeiter beim Brückenbau an einem Abschnitt der Kolymastraße (1930er Jahre)

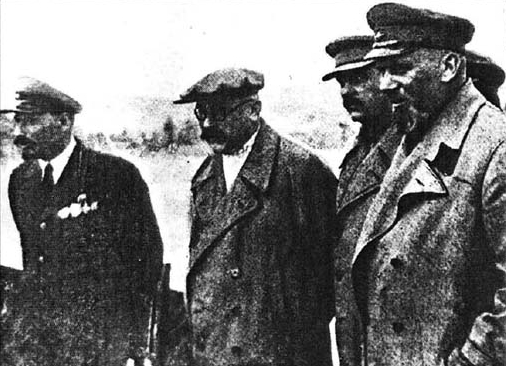
Der erste Dalstroi-Direktor Eduard Bersin (rechts) mit Untergebenen in Magadan (1936)

Dalstroi war ein ausgedehnter Gulag-Lagerkomplex mit einer Vielzahl unterschiedlich großer Einzellager, deren größtes das SewWostLag (alias Nordöstliches ITL) war. Die Insassenzahl dieses Hauptlagers von Dalstroi betrug bis zu 190.400 Personen. Außerdem war Dalstroi eines der größten staatlichen Bergbau- und Bauunternehmen der Sowjetunion auf einem Territorium von rund 2.200.000 km² (seit 1951 um 3.000.000 km²). Es entstand 1931 und hatte vor allem die Goldgewinnung in der Kolyma-Region, aber auch den Aufbau der dazu erforderlichen Infrastruktur (Industrie-, Straßen-, Städtebau etc.) zum Ziel. Von Beginn an wurden dazu Strafgefangene aus den sogenannten Besserungsarbeitslagern (ITL) unter härtesten klimatischen Bedingungen und ständiger Repression eingesetzt. In den frühen 1930er Jahren wurden aufgrund dessen die meisten Lager in der Region gegründet und Dalstroi unterstellt. Die ersten 11.000 Häftlinge erreichten Kolyma im November 1932. Sie alle starben im ersten Winter inklusive ihrer Wachen und deren Hunde. Die nachfolgenden Straf- und Arbeitslager bildeten außerdem den Grundstein für den Großteil der heute noch existierenden Städte in der Oblast Magadan. Insbesondere die Stadt Magadan wurde als Hafen und Transitlager für die Verschickung der Konvois (Häftlingstrupps) genutzt. Der Nachschub an Häftlingen kam wegen der Unzugänglichkeit der Kolyma-Region und nicht vorhandener Eisenbahnanbindung auf dem Seeweg aus Wladiwostok. Zu diesem Zweck unterhielt Dalstoi eine eigene Flotte. Mit den Jahren arbeiteten bis zu 200.000 Gefangene sowie Verbannte als Zwangsarbeiter gleichzeitig für das Unternehmen.
Erster Leiter des Dalstroi war Eduard Bersin (1894–1938), unter dessen Führung die Industrialisierung der Region im Hauptfokus stand. Die Goldförderung versechsfachte sich unter Bersin von 1934 von 5.515 kg jährlich auf 33.360 kg jährlich in 1936. Nach anderen Angaben stieg die Goldförderung während der Bersin-Ära sogar um das Achtfache. Bersin wurde im August 1938 im Zuge der Großen Säuberung im Keller des Moskauer NKWD-Hauptquartiers Lubjanka erschossen. Angeklagt war er wegen „konterrevolutionärer Sabotage- und Schädlingstätigkeit“ sowie der Bildung einer „trotzkistischen Spionage- und Diversionsorganisation“ an der Kolyma.
Mit der Zeit des Großen Terrors 1937/38 unter Josef Stalin (1879–1953) und Nikolai Jeschow (1895–1940) änderte sich der Fokus. Ab da befand sich Dalstroi unter der Führung von Karp Pawlow (1895–1957), und die Bestrafung politischer Gefangener hatte Vorrang. Das und die Fehlbesetzung von leitenden und technischen Posten führte dazu, dass die in den Fünfjahrplänen von der kommunistischen Führung vorgegebenen staatlichen Planvorgaben nicht eingehalten wurden. Unter dem dritten Leiter des Dalstroi, Iwan Nikischow (1894–1958), sollte wieder an die wirtschaftlichen Erfolge unter Bersin angeknüpft werden, welche jedoch nie wieder erreicht werden konnten.
Nach dem Tod Stalins 1953 begann die Auflösung des Dalstroi. Von der Umgestaltung des Gulag-Systems zu Beginn der Chruschtschow-Ära war auch der Dalstroi-Lagerkomplex betroffen. 1957 wurde Dalstroi als Staatsunternehmen liquidiert. Dessen Unternehmensteile gingen in die Zuständigkeit der sowjetischen Ministerien für Bergbau, Straßenbau, Maschinenbau und Forstwirtschaft über. Die Gefängnisverwaltung wurde dem SewWostLag eingegliedert. Die zivile Verwaltung wurde der 1953 auf dem Dalstroi-Gebiet neugegründeten Oblast Magadan übertragen.

## Arbeits- und Sonderlager von Dalstroi (Auswahl)

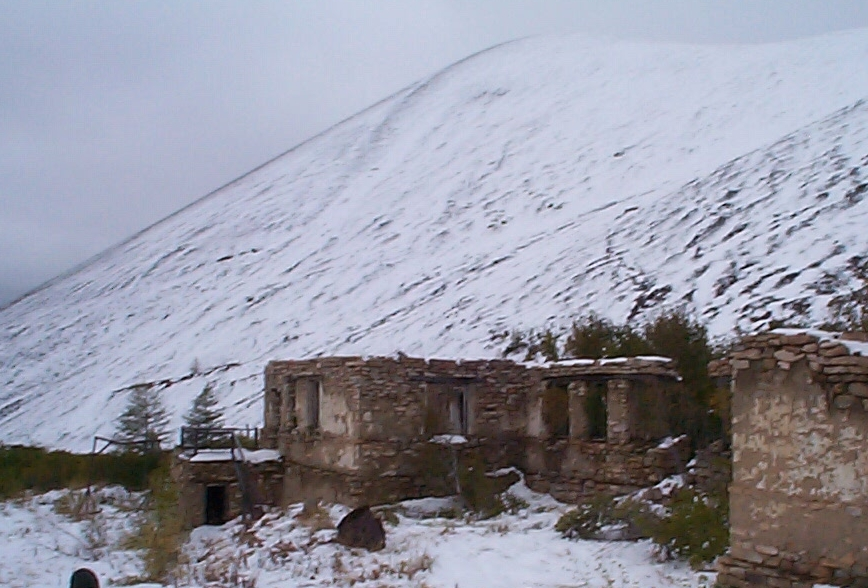
Überrest eines Lagers an der Kolyma (2004)

Folgende Auswahl berücksichtigt nur die größten Hauptlager des Dalstroi mit einer Insassenzahl von über 5.000 Häftlingen. Kleinere Nebenlager und die zahlreichen sogenannten Lag(er)punkte können hier nicht aufgelistet werden. Letztere waren einem ständigen Wandel unterworfen, da sie zeitlich befristet existierten und mobil waren. Wenn ein Bauabschnitt fertiggestellt war, wanderten sie zum nächsten oder wurden aufgelöst, so dass sich Überreste davon kaum mehr finden lassen. Die Bezeichnung ITL steht für Besserungsarbeitslager (russ. исправительно-трудовой лагерь, Isprawitelno-Trudowoj Lager). OssobLag ist die Kurzform für Sonderlager (russ. особлаг oder особый лагерь, Ossobij Lager), das heißt Sonderlager des MWD, in denen im Vergleich zu den „normalen“ Arbeitslagern ein verschärftes Regime der Haftverbüßung herrschte.
Hinter dem Gleichheitszeichen der offiziellen Lager-Bezeichnung (in Großschrift) sind gebräuchliche Aliasnamen für dasselbe Lager genannt. Das sind zumeist die üblichen Akronyme der GULag-Bürokratie – wie der Name von Dalstroi selbst. In Klammern ist die Zeit des Bestehens der einzelnen Lager angegeben. Die Aufstellung folgt den Quellen von Memorial.
- INDIGIRKA-ITL DES DALSTROI = IndigirLag, Indigirka-ITL der USWITL (1949–1958(!))
- ITL DER ALDAN-STRASSENBAUVERWALTUNG DES DALSTROI = Aldan-ITL des Dalstroi, AldanStroi (1941–1943)
- JANA-ITL DES DALSTROI = JanLag, ITL der Jana-Bergbauverwaltung, Jana-ITL der USWITL, Jana-Lagerabteilung (1941–1956)
- KRAFTFAHRZEUGVERKEHR-ITL DES DALSTROI = ITL für die Verwaltung des KFZ-Verkehrs, TransLag, Transport-Lagerabteilung, ITL für KFZ-Verkehr, Kraftfahrzeugverkehr-ITL der USWITL (1951–1953)
- MAGADANER ITL DES DALSTROI = MagLag, Magadaner ITL der USWITL (1951–1956)
- NÖRDLICHES ITL DES DALSTROI = SewLag, Nördliches Lager des USWITL (1949–1957)
- NORDÖSTLICHES ITL = SWITL, Nordöstliche Besserungsarbeitslager, SewWostLag, Besserungsarbeitslager des Dalstroi (1934–1952)
- OMSUKTSCHAN-ITL DES DALSTROI = Omsuktschan-Lagerabteilung, Omsuktschan-ITL der USWITL, OmsuktschanLag (1951–1956)
- SÜDWESTLICHES ITL DES DALSTROI = Südwestliche Lagerabteilung, JusLag, Südwestliche Lagerabteilung der USWITL (1949–1955)
- TENKA-ITL DES DALSTROI = TenLag, Tenka-ITL des USWITL (1949–1956)
- TRANSITLAGER WANINO = Wanino-ITL (1952–1954)
- TSCHAUN-ITL DES DALSTROI = TschaunLag, ITL der Verwaltung PF 14 (1951–1953)
- TSCHAUN-TSCHUKTSCHEN-ITL DES DALSTROI = TschaunTschukotLag, Tschaun-Tschuktschen-ITL der USWITL (1949–1957)
- TSCHUKTSCHEN-ITL DES DALSTROI = ITL des TschukotStroi, TschukotStroiLag, Tschuktschen-ITL der USWITL, Lagerabteilung des TschukotStroi (1949–1956)
- UFERLAGER = BerLag, Sonderlager Nr. 5, OssobLag Nr. 5, OssobLag des Dalstroi (1948–1954)
- WANINO-ITL DES DALSTROI = WaninLag, ITL und Umschlagbasis in der Wanino-Bucht, Transitlager Wanino des Dalstroi (1951–1953)
- WESTLICHES ITL DES DALSTROI = SapLag, Westliche GPU und ITL, Westliches ITL der USWITL (1949–1956)
- WLADIWOSTOKER TRANSITLAGER DES DALSTROI = WladPerPunkt, Bezirk Wladiwostok (1940–1941)

## Leiter des Dalstroi

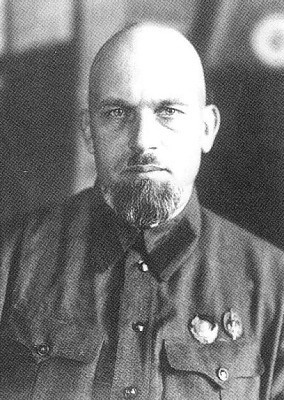
Der Tschekist und erste Direktor Eduard Bersin (1935)

- 1932–1937: Eduard Petrowitsch Bersin[15]
- 1937–1939: Karp Alexandrowitsch Pawlow[16]
- 1939–1948: Iwan Fjodorowitsch Nikischow[17][18]
- 1948–1950: Iwan Grigorjewitsch Petrenko[19]
- 1951–1956: Iwan Lukitsch Mitrakow
- 1956–1957: Juri Weniaminowitsch Tschugujew

## Prominente Häftlinge in Dalstroi-Lagern
- Peter Demant (1918–2006)[20]
- Josef Eisenberger (1891–1938)[21]
- Karl Fischer (1918–1963)
- Jewgenija Semjonowna Ginsburg (1904–1977)[22]
- Herbert Killian (1926–2017)
- Sergej Pawlowitsch Koroljow (1907–1966)
- Trude Richter (1899–1989)[23]
- Warlam Tichonowitsch Schalamow (1907–1982)[24]
- Kurt Seipel (1927–2004)
- Thomas Sgovio (1916–1997)[25]
- Semjon Samuilowitsch Wilenski (1928–2016)[26]
- Nikolai Iwanowitsch Getman (1917–2004)